# Oxymycterus
Oxymycterus és un gènere de mamífers rosegadors de la família dels cricètids, coneguts vulgarment com a ratolins morruts. Són endèmics a Sud-amèrica.
Els antics gèneres Chalcomys, Hypsimys i Microxus es consideren avui inclosos en Oxymycterus.

## Taxonomia
- O. akodontius
- O. amazonicus
- O. angularis
- O. caparaoe
- O. dasytrichus
- O. delator
- O. hiska
- O. hispidus
- O. hucucha
- O. inca
- O. itapeby
- O. josei
- O. nasutus
- O. paramensis
- O. quaestor
- O. roberti
- O. rufus
- O. wayku